# Yngve Gamlin
Yngve Gamlin (17 de marzo de 1926 – 1 de febrero de 1995) fue un actor y director de cine sueco. Sue película Jakten de 1965 fue presenteada en el Fectival de Cine de Berlín donde ganó el Oso de Plata. Premio extraordinario del jurado.
Gamlin también fue Presidente de la satírica micronación de la República de Jamtland de 1963 a 1983.

## Filmografía
| Año  | Título                     | Personaje             | Referencias          |
| ---- | -------------------------- | --------------------- | -------------------- |
| 1953 | I dur och skur             | Magnus                | (Escenas eliminadas) |
| 1954 | Dance in the Smoke         | Gustavo II            |                      |
| 1956 | The Staffan Stolle Story   | Olja Schlaskokowitsch |                      |
| 1958 | The Great Amateur          | Mayor Lilja           |                      |
| 1959 | Fröken Chic                | Gårdvar               |                      |
| 1959 | Sköna Susanna och gubbarna | Vicar                 |                      |
| 1960 | Summer and Sinners         | Prof. Cornelius       |                      |
| 1962 | Ticket to Paradise         | Italian Violinist     |                      |
| 1965 | The Chasers                |                       | Director             |
| 1968 | Badarna                    |                       | Director             |
| 1978 | The Adventures of Picasso  | Djagilev              |                      |
| 1980 | Barna från Blåsjöfjället   | Governor              |                      |